# Карл Вальбом
Йоганн Вільгельм Карл Вальбом (швед. Johann Wilhelm Carl Wahlbom;; 16 жовтня 1810, Кальмар — 21 квітня 1858, Лондон) — шведський художник, графік, скульптор та ілюстратор літератури.

## Життя та творчість
Художню освіту здобув у стокгольмській Художній академії. В 1838 продовжив навчання в Парижі, а в 1843—1848 роки в Римі. Потім протягом багатьох років викладає живопис у Художній академії у Стокгольмі. У зв'язку з хворобою в 1853 художник переїжджає до Італії і до 1856 жив і працював в Римі. Під час перебування у Сабінських горах, у готелі у нього стався інсульт, внаслідок чого митець виявився частково паралізованим. Лікувався у Римі, у Ліоні у Франції та Лондоні, де й помер. Похований в Уокінгу, в Англії.
До творчої спадщини Карла Вальбома відносяться численні автопортрети, полотна на історичні теми та зображення тварин, а також акварелі, присвячені буденним сценкам, пов'язаним з життям художника в Парижі. Однією з його найвідоміших картин є полотно, що зображує загибель шведського короля Густава II Адольфа під час польсько-шведської війни в битві при Лютцені, яка зберігається в Національному музеї Стокгольма. Інший портрет Густава II Адольфа роботи К. Вальбома знаходиться у королівському палаці у Стокгольмі. Планувалося випустити також поштову марку із зображенням цієї картини, проте здійснити це не вдалося через те, що шведська пошта не випускає марки із зображенням військових дій.
Ілюстрував твори шведського фізіолога, лікаря, викладача та поета Пера Хенріка Лінга (у 1833—1835 роках) та літографіями енциклопедичне видання (Музей природознавства, мистецтв та історії (Museum for naturvetenskap, konst och historia)1833).